# Anthrax cathetodaithmos
Anthrax cathetodaithmos är en tvåvingeart som beskrevs av Marston 1970. Anthrax cathetodaithmos ingår i släktet Anthrax och familjen svävflugor. Inga underarter finns listade i Catalogue of Life.